# Patrick Wingren
Patrick Wingren, född 6 oktober 1969 i Jakobstad, är en finländsk tonsättare, pianist och körledare. 
Wingren är en av Finlands mest mångsidiga musiker med en skala som sträcker sig från pop och rock via gospel och jazz till regelrätt konstmusik. Han är en eminent jazzmusiker samt dirigent för manskören MÄN. Wingrens tonspråk är tonalt förankrat, lyriskt melodiöst och inte sällan behäftat med populärmusikaliska influenser. Han har komponerat mestadels vokalmusik, däribland kantaten Vidöppen blick (text: Carina Nynäs, beställning för Martin Wegelius-institutets 50-årsjubileum 2006). Talrika arrangemang för bland annat Wegeliuskören.